# GW170817
GW170817 (englisch: Gravitational Wave) ist die Bezeichnung für ein Gravitationswellensignal, das von verschiedenen Detektoren am 17. August 2017 in der Galaxie NGC 4993 im Sternbild Hydra registriert wurde. Nahezu gleichzeitig wurde ein Gammablitz (Katalogbezeichnung GRB 170817A, englisch: Gamma Ray Burst) vom Fermi-Satelliten aufgezeichnet.
In den folgenden Tagen konnten zahlreiche Teleskope, darunter das Hubble-Weltraumteleskop, ein Nachglühen des Ereignisses bei optischen, Infrarot- sowie Röntgen- und Radiowellenlängen beobachten. Die Katalogbezeichnung für das optische Signal lautet: AT 2017gfo.
Es war das erste Mal, dass Astronomen sowohl Gravitationswellen als auch elektromagnetische Strahlung vom selben astronomischen Ereignis messen konnten.

## Beobachtung der Gravitationswellen
Das Signal der Gravitationswellen konnte um 12:41:04 Weltzeit detektiert werden und dauerte ca. 100 Sekunden an. Es überspannte 3000 Zyklen, bei dem die Frequenz der Gravitationswellen auf mehrere hundert Hertz anstieg.
Es erreichte zuerst den Virgo-Detektor in Italien, 22 Millisekunden später das LIGO-Observatorium in Louisiana, USA und nochmals 3 Millisekunden später den LIGO-Hanford Detektor in Washington, USA. Mit diesen drei Messungen konnte die Quelle auf einen Bereich von 28 Quadratgrad im südlichen Himmel mit einer 90 % Wahrscheinlichkeit bestimmt werden.

## Beobachtung des Gammablitzes
Der Fermi-Satellit zeichnete den Gammablitz um 12:41:06 UTC auf. Die Gammastrahlung erreichte die Erde also ca. 2 Sekunden nach den Gravitationswellen. Er dauerte auch nur 2 Sekunden.

## Weitere Beobachtungen

Hubble-Aufnahmen von NGC 4993 mit Verlauf nach 6 Tagen

Nach der Detektion der beiden Signale wurde der entsprechende Himmelsbereich von zahlreichen bodengebundenen und weltraumgestützten Instrumenten untersucht. Innerhalb weniger Stunden wurde das Objekt im optischen Bereich entdeckt und der Helligkeits- und spektroskopische Verlauf konnte in den nächsten Tagen und Wochen dokumentiert werden. Nach zwei Wochen wurden aus dem Bereich auch Röntgenstrahlung und Radiowellen gemessen. Ein Neutrinosignal konnte nicht gemessen werden.

## Interpretation
Beobachtet wurde die Kollision zweier Neutronensterne. Dieser Spezialfall eines Verschmelzungsausbruchs wird auch als Kilonova bezeichnet. Die beiden Neutronensterne entstanden wohl aus einem Doppelsystem aus zwei massereichen Riesensternen, die im Zuge ihrer stellaren Entwicklung zu unterschiedlichen Zeitpunkten als Supernova explodierten und dabei jeweils einen Neutronenstern zurückließen. Die beiden Neutronensterne blieben gravitativ in einem Doppelsystem gebunden. Ähnlich wie im Hulse-Taylor-Doppelpulsar umkreisten die beiden kompakten Himmelskörper den gemeinsamen Schwerpunkt; durch Abstrahlung von (nicht messbaren) Gravitationswellen verlor das System im Lauf vieler Jahrmillionen Energie, wodurch sich die beiden Neutronensterne langsam näher kamen. Erst in den letzten wenigen Minuten vor der Verschmelzung, in denen die Umlaufgeschwindigkeit rapide zunahm, stiegen Intensität und Frequenz der Gravitationswellen auf messbare Werte an.
| Masse des ersten Neutronensterns           | 1,36 bis 1,60 {\displaystyle M_{\odot }} |
| Masse des zweiten Neutronensterns          | 1,17 bis 1,36 {\displaystyle M_{\odot }} |
| Masse des neuen Objekts                    | 2,73 bis 2,78 {\displaystyle M_{\odot }} |
| In Gravitationswellen umgewandelte Energie | 0,025 {\displaystyle M_{\odot }c^{2}}    |
| Entfernung der Quelle                      | 26 bis 48 Mpc                            |
| Rotverschiebung                            | 0,005 bis 0,010                          |

Der masseärmere Neutronenstern wurde durch die Gezeitenkräfte des schwereren Begleiters zerstört. Während der größte Teil der Materie des zerrissenen Sterns aus einer Akkretionsscheibe auf den massereicheren Begleiter akkretiert wurde, wird ein Teil der Masse des zerstörten Neutronensterns isotrop mit einer Geschwindigkeit vom 0,1- bis 0,2-fachen der Lichtgeschwindigkeit ausgestoßen. Die neutronenreiche Materie wandelt sich innerhalb weniger Sekunden durch Fission und Beta-Zerfall in Elemente um, die durch den r-Prozess entstehen. Die neu synthetisierten radioaktiven Elemente zerfallen, und die dabei emittierte Strahlung wird als ein Tage dauernder Ausbruch beobachtet.
Ein solches Ereignis gilt als wichtige Quelle für die Bildung schwererer Atomkerne, bei der es nötig ist, Energie von außen zuzuführen. Bei der Verschmelzung zweier Neutronensterne, wie sie die Forscher beobachtet haben, können große Mengen schwerer Elemente entstehen.
Langzeitbeobachtungen mit dem Röntgenteleskop Chandra lassen darauf schließen, dass die Neutronensterne zu einem Schwarzen Loch verschmolzen sind.

## Wissenschaftliche Bedeutung
Das Ereignis war die lang erhoffte erste Beobachtung von Gravitationswellen aus zwei kollidierenden Neutronensternen statt wie bis dahin aus der Verschmelzung schwarzer Löcher. Die gleichzeitige Beobachtung über elektromagnetische Strahlung war auch der Beginn der Multimessenger-Astronomie mit Gravitationswellen (so wie SN 1987A der Beginn der Multimessenger-Astronomie mit Neutrinos war). Die Beobachtung der Kollision der Neutronensterne brachte auch ein neues Verständnis über die Herkunft schwerer Elemente im Universum.
Die Auswertung des Ereignisses lieferte auch eine unabhängige Abschätzung der Hubble-Konstante (H=70) und obere Grenzen für Verletzungen der Lorentzinvarianz. Außerdem wurde mit hoher Genauigkeit festgestellt, dass sich Gravitationswellen mit Lichtgeschwindigkeit ausbreiten, was bestimmte alternative Gravitationstheorien ausschließt, und es ergab sich ein neuer Test des Äquivalenzprinzips. Nach einer Vorhersage von 2015 werden dadurch insbesondere Theorien widerlegt, welche die beschleunigte Expansion des Universums mittels Modifikation der allgemeinen Relativitätstheorie zu erklären versuchen.

## Veröffentlichungen
- B. P. Abbott u. a. (LIGO): GW170817: Observation of Gravitational Waves from a Binary Neutron Star Inspiral. In: Physical Review Letters. Band 119, 2017, S. 161101, doi:10.1103/PhysRevLett.119.161101, arxiv:1710.05832
- A. Goldstein u. a.: An Ordinary Short Gamma-Ray Burst with Extraordinary Implications: Fermi-GBM Detection of GRB 170817A. In: Astrophysical Journal Letters. Band 848, 2017, Nr. 2, arxiv:1710.05446
- LIGO Scientific Collaboration, Virgo Collaboration, Fermi Gamma-Ray Burst Monitor, INTEGRAL:  Gravitational Waves and Gamma-rays from a Binary Neutron Star Merger: GW170817 and GRB 170817A, 16. Oktober 2017. arxiv:1710.05834
- B. P. Abbott (LIGO) u. a.: A gravitational-wave standard siren measurement of the Hubble constant. In: Nature. 16. Oktober 2017, arxiv:1710.05835
- B. P. Abbott, R. Abbott, T. D. Abbott et al.: Multi-messenger Observations of a Binary Neutron Star Merger. In: The Astrophysical Journal Letters. 6. Oktober 2017, doi:10.3847/2041-8213/aa91c9.